# Calcageria varians
Calcageria varians är en tvåvingeart som beskrevs av Malloch 1938. Calcageria varians ingår i släktet Calcageria och familjen parasitflugor. Inga underarter finns listade i Catalogue of Life.